# Die Meute der Mórrígan
Die Meute der Mórrígan ist ein Fantasy-Hörspiel nach dem gleichnamigen Roman von Pat O’Shea in der Bearbeitung von Andrea Otto, das der SWR zusammen mit dem NDR 2001 produziert hat. Regie führte Annette Kurth. Die Musik stammt von Kathy Kelly.
Das Stück wurde als Hörspiel des Monats Dezember 2001 ausgezeichnet.

## Inhalt
Das Werk handelt von zwei Kindern, die im Rahmen einer besonderen Mission, welche die beiden erfüllen müssen, tief in die Welt der irischen Mythologie eintauchen. Sie erleben eine fantastische, bildhafte und die Vorstellungskraft anregende Geschichte mit übernatürlichen Göttern und Sagengestalten.
Der zehnjährige Pidge und seine fünfjährige Schwester Brigit werden in einen Kampf zwischen den Mächten des Guten und Bösen – den Göttern Dagda und Morrigan der irischen Mythologie – verwickelt. Sie helfen den guten Mächten, erhalten von diesen und von vielen Tieren Hilfe auf einem langen, gefährlichen Weg und gewinnen dabei Selbstvertrauen.

## Tonträger
Das Hörspiel ist auch als Tonträger erschienen.
- CD 440 852-2, ISBN 3-89592-853-4
- MC 440 852-4, ISBN 3-89592-852-6